# Шоплук
Шоплук (Шопско) је историјско-географска област у централном делу Балканског полуострва која обухвата западни део Бугарске, југоисточни део Србије и источни део Северне Македоније.

## Географија
На истоку границу области чини широки појас између река Искра и Осме, који се продужава јужно од Балкана до развођа Искра и Марице код Ихтимана, укључујући Софијско поље, области око Дупнице и Струме. На северу до Старе планине и Дунава, југу до Плачковице и Малешевских планина, и на западу до Јужног Поморавља. Међутим, прецизне границе ове области нису тачно одређене.
У Бугарској под Шоплуком се подразумевају области око Видина, Лома, Берковице, Враце, Монтане односно простор историјске области Загорја, затим око Софије, Ботевграда, Самокова, Перника, Радомира, Ћустендила, као и Знепоље са Трном и Граово са Брезником и области око Струме.
У Србији се Шоплук простире на северу до планине Ртањ, истоку до Старе планине, југу до границе са Северном Македонијом и на западу се додирује са Јужним Поморављем.
У Северном Македонији Шоплук чине крајеви око Криве Паланке, Кратова, затим Средорек, Овче поље, Осоговија, Пијанец, Малешево и области око Струмице и Брегалнице.

## Становништво
Становници Шоплука се зову Шопи или Шопови. Њих су српски писци од давнина сматрали делом српског народа, док њихови говори имају све битне особине српског језика. Међутим, након Берлинског конгреса највећи део Шоплука је припао Бугарској, тако да данас, услед бугаризације, већина Шопа се декларише као Бугари.

## Галерија
- Шоплук (према Ристи Николићу)
- Шоплук у Србији
- Поглед на планину Витошу из центра Софије
- Шопско коло